# Apeadeiro de Tanha
O Apeadeiro de Tanha é uma interface encerrada da Linha do Corgo, que servia a área da Foz do Rio Tanha, no concelho de Peso da Régua, em Portugal.

## História

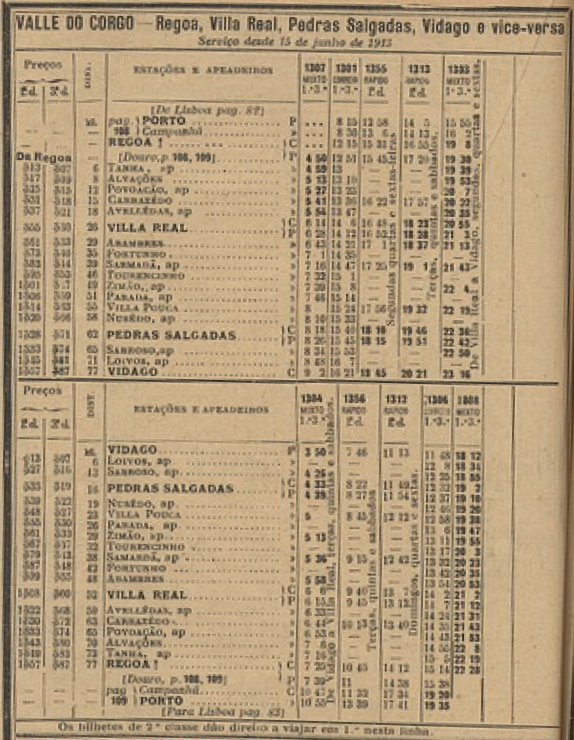
Horário de 1913 da Linha do Corgo, incluindo o apeadeiro de Tanha

Este apeadeiro situa-se no troço entre a Régua e Vila Real da Linha do Corgo, que foi inaugurado em 12 de Maio de 1906, pela divisão do Minho e Douro dos Caminhos de Ferro do Estado.
Em 1933, a Companhia Nacional de Caminhos de Ferro realizou obras de reconstrução no caminho de acesso a Tanha, que nessa época tinha a categoria de estação.
Em Setembro de 1971, a Companhia dos Caminhos de Ferro Portugueses alertou que a partir do dia 1 de Outubro desse ano iriam ser desguarnecidas várias estações e apeadeiros, incluindo a de Tanha, como parte de um programa de racionalização da exploração ferroviária. Desta forma, deixaria de vender bilhetes, que passariam a ser adquiridos a bordo dos comboios, e seria encerrada a expedição de bagagens e remessas em detalhe.
Este troço foi fechado para obras em 25 de Março de 2009, sendo definitivamente encerrado pela Rede Ferroviária Nacional em Julho de 2010.